# Wladimir Andrejewitsch Schkljarow

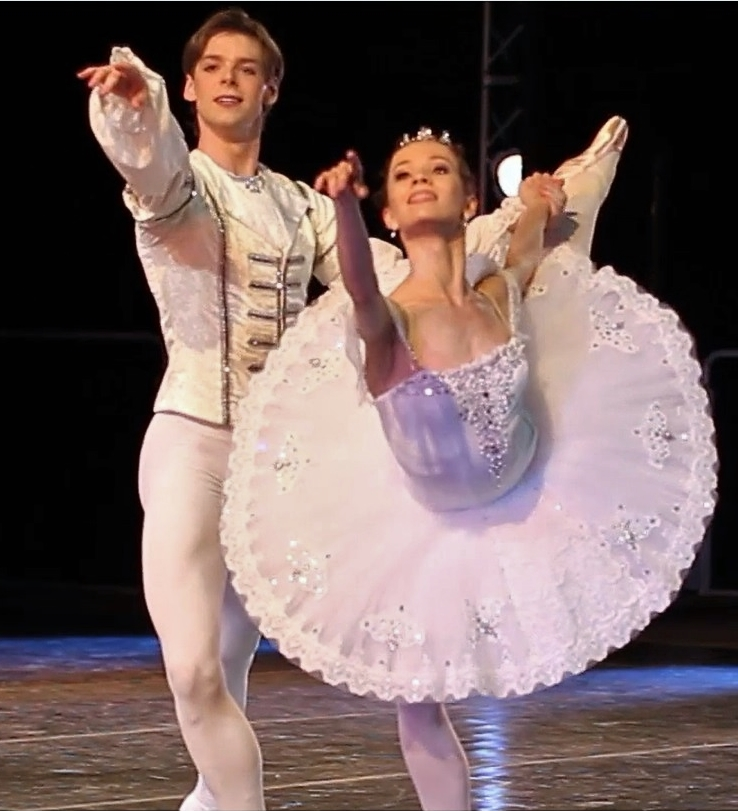
Wladimir Schkljarow zusammen mit seiner Frau Maria Schirinkina (2013)

Wladimir Andrejewitsch Schkljarow  (international: Vladimir Shklyarov; russisch Владимир Андреевич Шкляров; Betonung: Schkljarów, * 9. Februar 1985 in Leningrad, Russische SFSR, Sowjetunion; † 16. November 2024 in Sankt Petersburg) war ein russischer Balletttänzer.

## Leben
Schkljarow studierte an der Waganowa-Ballettakademie in Sankt Petersburg in der Klasse von Witali Afanaskow und machte 2003 seinen Abschluss. Im selben Jahr wurde er Mitglied der Ballettkompagnie des Mariinski-Theaters, wo er 2011 offiziell zum Solotänzer aufstieg. Er gewann verschiedene Preise, u. a. 2008 den Léonide Massine International Prize.
Er gehörte zu den führenden und beliebtesten Balletttänzern seiner Generation. Besonders bekannt war Schkljarow für seine Verkörperung der männlichen Hauptrollen klassischer Ballette wie La Sylphide, Giselle, Schwanensee, Der Nussknacker, Dornröschen, La Bayadère, Le Corsaire, Don Quixote, Raymonda und Romeo und Julia. Dabei war er der Bühnenpartner von berühmten Ballerinen wie Diana Vishneva, Evgenia Obraztsova, Alina Somowa, Viktoria Tereshkina, Olesya Novikova, Maria Khoreva, Natalia Osipova und Svetlana Zakharova u. a. Diana Vishneva bezeichnete ihn nach seinem Tod als ihren Lieblingspartner.
Von seinen Interpretationen in Der Nussknacker, Romeo und Julia und Cinderella existieren Ballettvideos, die 2012 und 2013 im Mariinski-Theater aufgenommen und auf DVD veröffentlicht wurden. Auch TV-Filme mit Vladimir Schkljarow als Solor in La Bayadère (2014) und als Prinz Désiré in Dornröschen (2015) liegen vor (siehe unten: Filme).
Schkljarow galt als ein „echter Danseur noble“, ein „dem Wesen nach eher ... lyrischer, feiner Tänzer mit großer Ausdruckskraft“, der jedoch in einigen Rollen auch „eine ungeheure Wucht entwickeln“ konnte, etwa in der Titelrolle von Juri Grigorowitschs Spartakus. Gepriesen wurden auch seine technische Brillanz und Präzision sowie sein großer Charme sowohl auf der Bühne als auch im Leben.
Zu seinem umfangreichen und vielseitigen Repertoire gehörten auch mehrere Ballette von George Balanchine (unter anderem Jewels, Tchaikovsky Pas de Deux, Prodigal Son, Apollo), von Michel Fokine (Chopiniana, Le Spectre de la rose, Schéhérazade), sowie diverser modernerer Choreographen, beispielsweise die Hauptrolle in Roland Petits und Jean Cocteaus Ballett Der junge Mann und der Tod. Beachtliches komödiantisches Talent zeigte er unter anderem als Iwan in Das Bucklige Pferdchen zur Musik von Schtschedrin und in der Choreografie von Alexei Ratmansky.
Schkljarow arbeitete außerdem mit dem für seine Ballett-Rekonstruktionen bekannten Choreographen Sergei Wicharew zusammen und verkörperte den Zéphyr in dessen Produktion von Le Réveil de Flore (2007, nach Petipa 1894) und den Harlequin in Le Carnaval (2008, nach Michel Fokine 1910). Er tanzte auch verschiedene Rollen (Prince Désiré, Blauer Vogel, Prince Charmant) in Wicharews Rekonstruktion von Dornröschen (nach Petipa 1890), und war als Matteo in Pierre Lacottes Ondine zu sehen.
2014 und 2015 tanzte er als Gast beim American Ballet Theatre und ab September 2016 waren Schkljarow und seine Frau für ein Jahr als Gasttänzer im Bayerischen Staatsballett in München tätig; dort stellte er unter anderem John Crankos Onegin dar. Ab 2017 war er außerdem in London beim Royal Ballet tätig, wo er als Armand in Frederic Ashtons Marguerite and Armand und als Des Grieux in Kenneth MacMillans Manon auftrat.
Im Jahr 2020 wurde Schkljarow als Verdienter Künstler der Russischen Föderation geehrt und feierte 2023 sein 20-jähriges Bühnenjubiläum mit einer Ballettgala im Kremlpalast.
Schkljarow, der nach eigenen Worten eigentlich an Politik nicht interessiert war, sprach sich 2022 zu Beginn des Krieges in der Ukraine auf Instagram und/oder (?) Facebook öffentlich gegen den russischen Überfall auf die Ukraine aus, bezeichnete die beiden Völker Russlands und der Ukraine als Freunde und äußerte sich damit kritisch über Wladimir Putin. sein Post wurde jedoch bald wieder gelöscht und er trat danach mehrfach in Sewastopol auf der besetzten Krim auf.
Am 16. November 2024 stürzte der 39-jährige Tänzer unter ungeklärten Umständen vom Balkon seiner St. Petersburger Wohnung im fünften Stock in den Tod. Laut Medienberichten soll er wegen Problemen mit der Hüfte oder des Rückens kurz vor einer Operation gestanden und starke Schmerzmittel genommen haben; im Zusammenhang mit den körperlichen Beschwerden wurde auch über eine Sinnkrise des Tänzers berichtet, der zuletzt seine Auftritte hatte reduzieren müssen. Die Nachricht von seinem vorzeitigen Tod löste international besonders in der Ballettwelt große Bestürzung aus, führte aber auch zu zahlreichen Spekulationen. Von den russischen Behörden wurde sein Tod als Unfall eingestuft.
Schkljarow war mit der Balletttänzerin Marija Schirinkina verheiratet, von der er zwei Jahre zuvor geschieden worden war und mit der er zwei Kinder hatte.
Am 21. November 2024 fanden Trauerfeiern zu Ehren Wladimir Schkljarows im Weißen Foyer des Mariinski-Theaters und später in der St.-Nikolaus-Marine-Kathedrale statt. Danach wurde er auf dem Smolensker Friedhof in St. Petersburg beigesetzt.

## Filme
- Pjotr Iljitsch Tschaikowski: Der Nussknacker („The Nutcracker“), Choreographie: Wassili Wainonen. Mit Wladimir Schkljarow (Nussknacker-Prinz), Alina Somowa (Mascha, die Prinzessin) und anderen, Mariinsky Ballet & Orchestra, Dirigent: Waleri Gergijew (DVD; Euroarts/Warner Classics/Mariinsky Theatre, 2012)
- Sergei Prokofjew: Romeo und Julia („Romeo and Juliet“), Choreographie: Leonid Lawrowski. Mit Wladimir Schkljarow (Romeo), Diana Wischnjowa (Julia) und anderen, Mariinsky Ballet & Orchestra, Dirigent: Waleri Gergijew (DVD; Mariinsky, 2013/2014)
- Sergei Prokofjew: Cinderella, Choreographie: Alexei Ratmansky. Mit Diana Wischnjowa (Cinderella), Wladimir Schkljarow (der Prinz) und anderen, Mariinsky Ballet & Orchestra, Dir: Waleri Gergijew (DVD; Mariinsky, 2013/2015)
- Léon Minkus und andere.: La Bayadère, Choreographie: Wladimir Ponomarjow, Vakhtang Chabukiani nach Marius Petipa. Mit Viktoria Tereschkina (Nikija), Wladimir Schkljarow (Solor), Anastasia Matvienko (Gamzatti) und anderen., Mariinsky Ballet & Orchestra, Dirigent: Boris Gruzin. TV-Direktor: Vincent Massip (Telmondis/Mezzo/Mariinsky Theatre in Coproduktion mit M_Media und ClassicAll TV, 2014)[7][23]
- Rodion Schtschedrin: Das bucklige Pferdchen („Konyok-Gorbunok“, „Le petit cheval bossu“, „The little humpbacked horse“), Choreographie: Alexei Ratmansky (2009). Mit Wladimir Schkljarow (Iwan der Narr), Alina Somowa (Zarenmädchen), Wladislaw Schumakow (das bucklige Pferdchen), Anastasia Petuschkowa (Prinzessin des Meeres) und anderen, Mariinsky Ballet & Orchestra, Dirigent: Waleri Gergijew. TV-Direktor: Vincent Massip (Telmondis/Mezzo/Mariinsky Theatre in Coproduktion mit France Télévisions, 2014)[24]
- Pjotr Iljitsch Tschaikowski: Dornröschen („Swan Lake“), Choreographie: Konstantin Sergeyev (1952) nach Marius Petipa. Mit Alina Somowa (Aurora), Wladimir Schkljarow (Prinz Désiré), Kristina Schapran (Fliederfee), Igor Kolb (Fee Carabosse), Alexej Timofejew (blauer Vogel) und anderen, Mariinsky Ballet & Orchestra, Dirigent: Waleri Gergijew. TV-Direktor: Olivier Simmonet (Telmondis/Mezzo/Mariinsky Theatre in Coproduktion mit France Télévisions, M_Media und ClassicAll TV, 2015)[8]